# شهرستان اردستان
شهرستان اردستان با مساحت ۱۱٬۵۹۱ کیلومترمربع و جمعیتی بالغ بر ۴۱٬۴۰۵ نفر در فاصله ۱۱۸ کیلومتری شمال شرق مرکز استان اصفهان قرار دارد. این شهرستان از ۳ بخش، ۳ شهر، ۷ دهستان و ۳۰۶ روستای دارای سکنه تشکیل شده است. مرکز این شهرستان شهر اردستان است.

## تقسیمات کشوری
شهرستان اردستان دارای ۳ بخش، ۷ دهستان و ۳ شهر به شرح زیر است:

### شهرستان اردستان
| بخش    | مرکز بخش | جمعیت بخش ۱۳۹۵ | نام دهستان | مرکز دهستان | جمعیت دهستان ۱۳۹۵ | شهر     | جمعیت شهر ۱۳۹۵ |
| ------ | -------- | -------------- | ---------- | ----------- | ----------------- | ------- | -------------- |
| مرکزی  | اردستان  | ۲۱٬۶۵۲ نفر     | کچو        |             | ۱٬۴۸۳ نفر         | اردستان | ۱۵٬۷۴۴ نفر     |
| مرکزی  | اردستان  | ۲۱٬۶۵۲ نفر     | برزاوند    |             | ۲٬۹۷۲ نفر         | اردستان | ۱۵٬۷۴۴ نفر     |
| مرکزی  | اردستان  | ۲۱٬۶۵۲ نفر     | علیا       |             | ۱٬۴۵۳ نفر         | اردستان | ۱۵٬۷۴۴ نفر     |
| زواره  | زواره    | ۱۲٬۶۷۸ نفر     | ریگستان    |             | ۳٬۹۵۳ نفر         | زواره   | ۸٬۳۲۰ نفر      |
| زواره  | زواره    | ۱۲٬۶۷۸ نفر     | سفلی       |             | ۴۰۵ نفر           | زواره   | ۸٬۳۲۰ نفر      |
| مهاباد | مهاباد   | ۷٬۷۷۵ نفر      | گرمسیر     |             | ۳٬۲۱۸ نفر         | مهاباد  | ۳٬۷۲۷ نفر      |
| مهاباد | مهاباد   | ۷٬۷۷۵ نفر      | همبرات     |             | ۸۳۰ نفر           | مهاباد  | ۳٬۷۲۷ نفر      |

## اقتصاد
اقتصاد اردستان به‌طور عمده بر پایه کارخانه جات، مشاغل دولتی، مشاغل آزاد، زراعت، باغداری، دامپروری و صنایع دستی می‌باشد. سطح زیرکشت این شهرستان حدود ۱۵ هزار هکتار است که با ۲۸۰ چاه عمیق و نیمه عمیق و ۵۰۰ رشته قنات آبیاری می‌شود. محصولات کشاورزی این شهرستان انار، پسته، غلات، گندم، جو و صیفی‌جات است.

## کارخانجات صنعتی
- کارخانه سیمان اردستان
- کارخانه فولاد آریا اردستان
- کارخانه مقوا اردستان
- کارخانه فاستونی اردستان
- کارخانه ریسندگی نخکاران اردستان
- کارخانه تولید یاتاقان اردستان

## نشریات
شهرستان اردستان دارای سه نشریه به نام‌های هفته‌نامه پیک زواره (نخستین نشریه شهرستان اردستان)، ماهنامه نگاه کویر و فصل‌نامه تحلیل همگانی بوده است.

## آثار تاریخی
این شهرستان دارای ۴٬۰۰۰ اثر تاریخی و جاذبه گردشگری است که ۳۹ اثر آن در فهرست آثار ملی ثبت گردیده است. آثار ثبت شده در فهرست آثار ملی شامل:
- حسینه کچومثقال
- درخت پاچنار کچومثقال
- مسجد جامع اردستان
- مسجد ملا یعقوب محله کبودان
- قنات دوطبقه مون
- قنات ارونه (محال)
- مقبره سلطان سید حسین
- آتشکده مهر اردشیر
- آرامگاه امیر اویس در دشت محال
- مسجد امام حسن محله بازار
- مقبره سلطان بیگ اردستان
- مقبره پیر مرتضی
- آب‌انبار مون اردستان
- آب‌انبار مسجد خسرو
- مسجد خسرو
- آب انبار تاریخی مهاباد
- یخچال تاریخی مهاباد
- مقبره پیر اویس / پیربرحق مهاباد
- خانه تاریخی ارباب حسین مهابادی
- خانه تاریخی ایلخانی مهابادی
- مسجد جامع مهاباد
- حسینیه مرکزی مهاباد
- ساباط مهاباد
- مقبره هفت سیدبزرگوار مهاباد
- آتشکده و خندق مهاباد
- آب‌انبار باغ بازان زواره
- آب‌انبار نو زواره
- آب‌انبار پامنار زواره
- کاروانسرای بغم
- کاروانسرای ظفرقند
- حسینیه بزرگ زواره
- حسینیه کوچک زواره
- مسجد سام‌الدین زواره
- مسجد جامع زواره
- مسجد جامع اونج

## مراکز آموزش عالی
- دانشگاه پیام نور مرکز اردستان
- دانشگاه آزاد اسلامی واحد اردستان
- دانشگاه جامع علمی کاربردی مهاباد
- دانشگاه آزاد اسلامی مرکز زواره
- دانشگاه پیام نور واحد زواره